# Нана Ампома
Нана Опоку Ампома (фр. Nana Opoku Ampomah, нар. 2 січня 1996, Берекум, Гана) — ганський футболіст, вінгер німецького клубу «Фортуна» (Дюссельдорф) та національної збірної Гани.

## Клубна кар'єра
Грати у футбол на дорослому рівні Нана Ампома почав у Бельгії, де він виступав у молодіжних командах клубів «Мехелен» та «Васланд-Беверен». З останнім у 2016 році він підписав трирічний контракт. і в липні 2016 року зіграв свій перший матч в основі в чемпіонаті Бельгії.
Влітку 2019 року права на футболіста за 4 млн євро викупила німецька «Фортуна» з Дюссельдорфа. Та за результатами сезону команда вилетіла з Бундесліги і Ампома вирушив в оренду в Бельгію - у клуб «Антверпен».

## Збірна
У 2017 році Нана Ампома вперше зіграв у складі національної збірної Гани.